# ロバート・カー (初代サマセット伯)
初代サマセット伯ロバート・カー（英語: Robert Carr, 1st Earl of Somerset, KG, PC, 1587年頃 - 1645年7月17日）は、イングランド・スコットランドの廷臣、政治家、貴族。
1615年頃までイングランド王ジェームズ1世（スコットランド王ジェームズ6世）の寵臣だった。1611年にロチェスター子爵、1613年にサマセット伯爵に叙された。

## 経歴
1587年頃にサー・トマス・カーとその妻ジャネット(旧姓スコット)の間の息子としてスコットランドに生まれた。
早くからスコットランド王ジェームズ6世の宮廷に仕え、1603年に彼がイングランド王ジェームズ1世に即位するとカーもジェームズ1世に従ってロンドンへ移った。君寵を得て出世し、1607年にはナイトに叙され、1611年にはロチェスター城を与えられるとともにイングランド貴族爵位ロチェスター子爵に叙された。1612年には枢密顧問官に列するとともに国王秘書長官に就任。1613年にはイングランド貴族爵位サマセット伯に叙される。1614年から1615年にかけては宮内長官、五港長官、王璽尚書を務めた。
カーはジェームズ1世の宮廷内ではスコットランド系廷臣を代表する立場であり、初代ソールズベリー伯爵ロバート・セシルの死後、宮廷内の権力を握った初代ノーサンプトン伯爵ヘンリー・ハワードや甥の初代サフォーク伯トマス・ハワードらカトリックで親スペイン派のハワード家を支持していた。反面、プロテスタントで反スペイン派のカンタベリー大主教ジョージ・アボット、ペンブルック伯ウィリアム・ハーバート、サウサンプトン伯爵ヘンリー・リズリーらと対立していった。
詩人トマス・オーヴァーベリーを宮廷内で取り立てたのはカーであった。しかし1613年にカーがサフォーク伯の娘で第3代エセックス伯ロバート・デヴァルー夫人フランセス・ハワードと恋仲になった際、オーヴァーベリーに結婚を反対されたことでカーとフランセスはオーヴァーベリーを恨むようになった。同年4月にオーヴァーベリーが外交官勤務を断って不敬としてロンドン塔投獄となった際、フランセスはオーヴァーベリーに少しずつ毒を盛って9月に彼を殺害した（毒殺の主犯はフランセスであり、カーの方は必ずしも積極的には関与しなかったという）。そして同年末に至ってフランセスとカーは結婚した。
しかし1614年から1615年頃にかけて君寵をジョージ・ヴィリアーズ（後の初代バッキンガム公）に奪われるようになり、結果として翌1616年にはオーヴァーベリー毒殺容疑で妻とともに逮捕されて失脚した。事件の取り調べには王座裁判所首席裁判官エドワード・コークと法務長官フランシス・ベーコンらが当たり、ベーコンの告発文書で事件の内容が暴かれ、有罪宣告を受けて5年間監禁された。1622年に釈放されるもその後は引退生活を送った。
1645年7月17日に死去。男子はなく彼の死とともに保有爵位は廃絶した。

## 栄典

### 爵位
1611年3月25日に以下の爵位を新規に叙された。
- 初代ロチェスター子爵 (1st Viscount Rochester)
(勅許状によるイングランド貴族爵位)

1613年11月3日に以下の爵位を新規に叙された。
- 初代サマセット伯爵 (1st Earl of Somerset)
(勅許状によるイングランド貴族爵位)
- ダラム州における初代ブランセペス男爵 (1st Baron Brancepeth, in the County of Durham)
(勅許状によるイングランド貴族爵位)

### 勲章
- 1611年、ガーター騎士団(勲章)ナイト[1]

## 家族
1613年に初代サフォーク伯トマス・ハワードの娘フランセス・ハワード（1590年 - 1632年）と結婚。彼女との間に一人娘のアン・カー（1615年 - 1684年）を儲けた。彼女は第5代ベッドフォード伯爵ウィリアム・ラッセル（後の初代ベッドフォード公爵）と結婚した。